# 梁鶴善
梁鶴善（양학선，1992年12月6日—）是韩国男子競技體操運動員。強項為跳馬，個人的特有動作——前手翻直體轉體1,080度，起評分高達7.4，是競技體操比賽不設「封頂」十分後，跳馬起評分最高動作。

## 簡歷
2010年11月，梁鶴善代表韩国出戰廣州亞運會，參加體操比賽的跳马及男子团体項目，分別奪得金牌和銅牌。
2011年10月，梁鶴善代表韩国出戰東京舉行的世界競技體操錦標賽，以16.566分奪得跳马項目金牌。其中，他第一跳使出個人的特有動作－前手翻直体前空翻转体1,080度，难度达7.4；第二跳則是侧手翻直体后空翻转体990度。
2012年8月，代表韓國出戰倫敦舉行的2012年夏季奧林匹克運動會，於跳馬決賽中最後登場，總成績以16.533分奪得首面奧運跳馬金牌。兩跳動作與2011年東京世界競技體操錦標賽奪金套路相同：首跳使出起評分達7.4——前手翻直體前空翻轉體三周（1,080度）；第二跳起評分達7.0——側手翻直體後空翻轉體990度。第一跳落地略有失誤，向前跨一兩步，但空中保持直體、雙腳緊貼，仍獲16.466高分；第二跳更為傑出：姿勢標準、落地無失誤。此跳獲16.600分，力壓其餘對手，摘下桂冠。

## 外部連結
- YangHakSeon(动画)